# Hermann Heeren
Hermann Heeren  (* 17. April 1688 in Bremen; † 10. Mai 1745 ebenda) war ein deutscher evangelischer Geistlicher und Domprediger am Dom zu Bremen.

## Biografie
Heeren war der Sohn von Heinrich Erhard Heeren, Bremer Bürger und Brauer. Er studierte nach dem Besuch der Domschule in Bremen studierte er Theologie in Wittenberg und Leipzig. Nach seiner Rückkehr nach Bremen wurde er dort 1719 Kabinettsprediger des schwedischen Grafen Gyllenborg. 1722 legte er in Stade das philologische Kandidatenexamen ab und wurde darauf Hauslehrer im Land Wursten. 1725 wurde er Pastor in Wremen, bevor er von 1741 bis zu seinem Tode als Domprediger am Bremer Dom tätig war.
Sein Sohn aus seiner 1727 mit Anna von Lutten geschlossenen Ehe war der evangelische Geistliche Heinrich Erhard Heeren (1728–1811).